# Quique Sinesi

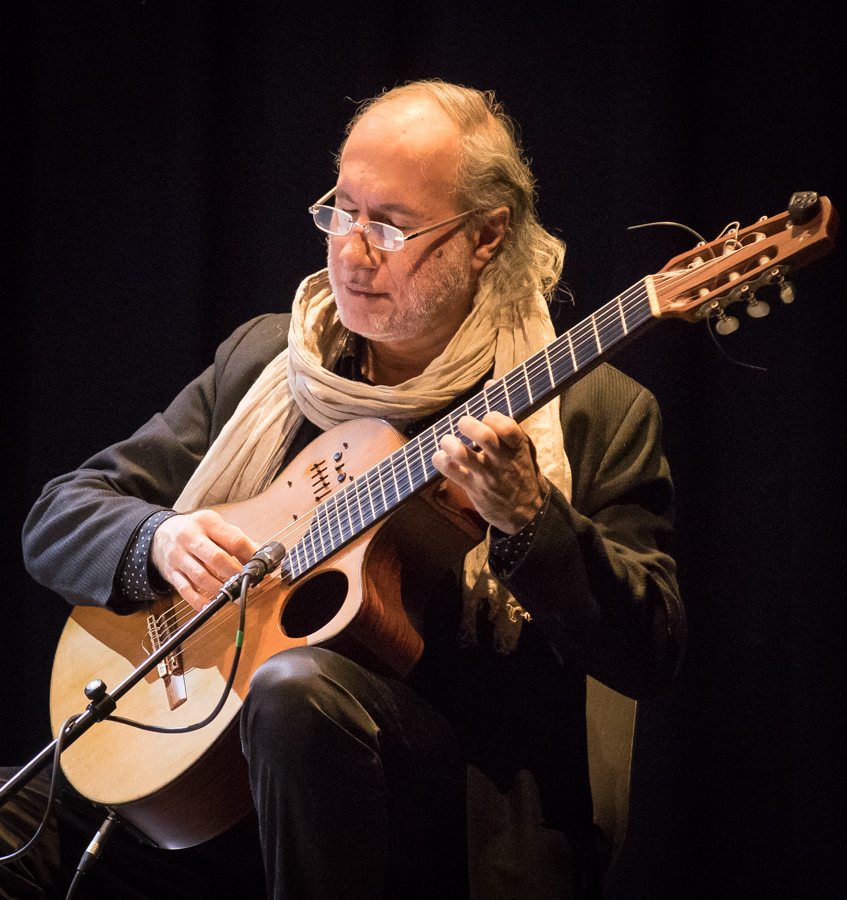
Quique Sinesi 2017, Konzert mit Pablo Ziegler

Enrique „Quique“ Sinesi (* 13. März 1960 in Buenos Aires) ist ein argentinischer Gitarrist und Komponist. Er gilt als einer der wichtigsten Gitarristen Südamerikas. Seine Musik basiert auf Tango, argentinischer Folklore und Candombe. In seiner Musik verbindet er klassische und Weltmusik, Improvisation und Jazz zu einem ganz persönlichen Stil. Seine bevorzugten Instrumente sind die siebensaitige spanische Gitarre und das Charango.
Seit 1999 spielte er regelmäßig im Duo mit dem Saxophonisten Charlie Mariano, das zeitweise mit dem Jazzbassisten Dieter Ilg auch zum Trio wurde. 2017 trat er in Duo mit Fabiana Striffler auf. Er hatte zahlreiche Projekte und Auftritte in Süd- und Nordamerika und in vielen Ländern Europas.